# 遠江國
遠江國（日语：〔〕／〔〕 Tōtōminokuni */?），日本古代的令制國之一，屬東海道，又稱遠州。遠江國的領域大約為現在静岡縣的西部。以东是日本东国。

## 郡
- 榛原郡
- 佐野郡
- 城東郡
- 周智郡
- 豐田郡（日语：豊田郡 (静岡県)）
- 山名郡
- 磐田郡
- 長上郡
- 敷知郡
- 濱名郡
- 引佐郡
- 麁玉郡